# Rhionaeschna eduardoi
Rhionaeschna eduardoi är en trollsländeart som först beskrevs av Machado 1984.  Rhionaeschna eduardoi ingår i släktet Rhionaeschna och familjen mosaiktrollsländor. Inga underarter finns listade i Catalogue of Life.